# Sữa hạt sen
Sữa hạt sen là loại thức uống được nấu từ hạt sen và các thành phần sữa tươi, sữa đặc, cùng với đường và nước. Đây là loại thức uống đặc sản vùng Đồng Tháp, Việt Nam.

## Lịch sử

### Lịch sử nghiên cứu dinh dưỡng
Năm 2013, đã có nghiên cứu cho thấy protein hạt sen có thành phần acid amin chất lượng cao, có giá trị dinh dưỡng tương tự như protein đậu nành. Cho đến năm 2019 vẫn chưa có nhiều thông tin nghiên cứu về đặc tính hóa lý của protein hạt sen, do đó ứng dụng của nó trong ngành thực phẩm vẫn còn hạn chế. Năm 2020, một số công trình nghiên cứu chỉ ra protein trong hạt sen có hàm lượng methionin và lysin cao, và không chứa các chất gây dị ứng thông thường.

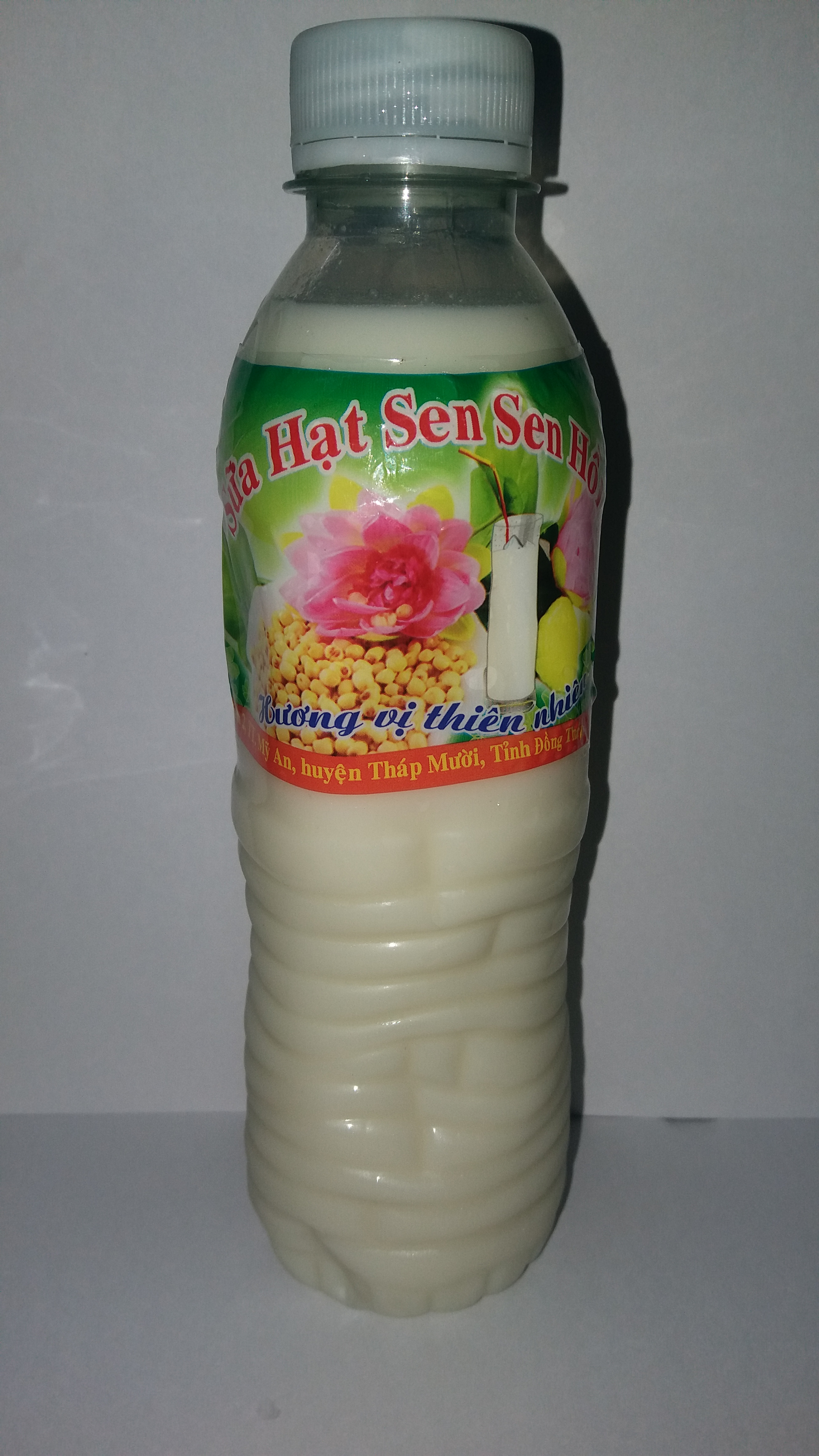
Một chai sữa hạt sen nhãn hiệu Sen Hồng

### Ứng dụng sữa hạt sen
Tại Việt Nam, sữa hạt sen được cho là xuất hiện vào thập niên 2010 tại Tam Nông, Đồng Tháp. Vốn là địa phương có rất nhiều sen mọc tự nhiên, chính quyền Đồng Tháp chủ trương đẩy mạnh phát triển, sản xuất chuyên canh sen để tận dụng lợi thế có sẵn này. Sen trở thành ngành kinh tế quan trọng theo chính sách tái cơ cấu kinh tế địa phương. Cho đến năm 2023, tỉnh trải qua khoảng 10 năm thay đổi ngành sen, từ bán sen gương (sen tươi) chuyển dần sang các thành phẩm chế biến từ sen, có đến 120 sản phẩm khác nhau. Sữa hạt sen là thức uống ra đời với mục đích góp phần đa dạng hóa sản phẩm và giải quyết vấn đề tiêu thụ bấp bênh sen tươi. Từ năm 2021, sữa hạt sen trở nên phổ biến và mặt hàng có thể tìm thấy tại các cửa hàng đặc sản, các địa điểm du lịch nằm trên địa bàn tỉnh Đồng Tháp.
Cục Sở hữu trí tuệ Việt Nam cấp giấy chứng nhận đăng ký nhãn hiệu độc quyền cho thương hiệu Ba Tre. Hội đồng Trung ương Liên hiệp các Hội Khoa học kỹ thuật Việt Nam đã chứng nhận đạt tiêu chuẩn "Hàng Việt Nam chất lượng cao". Trên nhiều tuyến đường của tỉnh Đồng Tháp, như Tỉnh lộ 844, dọc hai bên đường từ An Long đến Trường Xuân có nhiều điểm bán sữa hạt sen. Hầu hết sản phẩm nấu thủ công gia đình.
Tại thành phố Cao Lãnh có một cơ sở sản xuất sữa hạt sen với công suất thiết kế 500 lít/giờ. Trên thị trường đã có sản phẩm thương mại sữa hạt sen Dotha Lotus, đã đạt OCOP 4 sao. Năm 2018, thương hiệu sữa hạt sen Ba Tre tại Tam Nông, tỉnh Đồng Tháp báo cáo mỗi ngày sản xuất 3.000 chai sữa hạt sen loại 300 ml. Năm 2023, một biến thể của sữa hạt sen là sữa hạt sen tổ yến được giới thiệu. Biến thể giới thiệu tại Cuộc thi "Phụ nữ khởi nghiệp, phát huy tài nguyên bản địa" năm 2023 cấp vùng khu vực miền Nam (Việt Nam), tổ chức ở Bến Tre.

## Thành phần và chế biến

### Thành phần dinh dưỡng
Trong hạt sen các thành phần polyphenol, flavonol, procyanidin, alkaloid và polysaccharide có hàm lượng rất phong phú. Protein chứa bên trong hạt sen chiếm 19,85% trọng lượng khô. Do đó, có giá trị dinh dưỡng cao cho con người. Ở mức 5% trọng lượng, sữa hạt sen có độ nhớt tương tự sữa gầy. Ở nồng độ hơn 5% trọng lượng, gel sữa hạt sen có cấu trúc đậm đặc hơn gel sữa gầy. Màu sắc và gel acid của chúng tương tự nhau. Sữa hạt sen bao gồm sữa tươi và sữa đặc nên chứa các loại dinh dưỡng từ thành phần tạo nên thức uống này.

### Thành phần sữa dùng, chế biến và sử dụng
Một khẩu phần sữa hạt sen được pha chế từ các thành phần với tỷ lệ nhất định: 250 gr hạt sen, 500 ml sữa tươi, 1/3 lon sữa đặc, 100 gr đường trắng, và 1,5 lít nước.
Phần hạt sen cần tách hạt ra khỏi đài sen, bỏ vỏ và tách tâm sen ra để hạt sen không có vị đắng. Rửa hạt sen rồi xay nhuyễn cùng 1 lít nước. Sau đó vắt nước cốt sen qua một tấm lọc. Nước cốt được đun sôi sau đó hạ bớt nhiệt và tiếp tục đun với lửa nhỏ trong vài phút. Tiếp theo cho đường với sữa đặc vào, cuối cùng là sữa tươi rồi tắt bếp. Sữa hạt sen có thể kết hợp với các thành phần khác để tạo hương vị riêng: sữa hạt sen bí đỏ, sữa hạt sen đậu xanh, sữa hạt sen yến mạch, sữa hạt sen khoai lang, sữa hạt sen gạo lứt,...